# 上田音市
上田 音市（うえだ おといち 1897年2月25日 - 1999年1月21日）は、三重県出身の部落解放運動家、政治家。全国水平社創立の中心メンバーの1人で、全国水平社の生き証人と言われた。

## 人物
三重県飯南郡鈴止村（現在の松阪市）の被差別部落の小作農家で生まれ育つ。被差別部落の子供たちが通学する尋常小学校を卒業後に、部落外の川井町の親しい人のところに住所を移して、松阪町の第一高等小学校を卒業した。鈴止実業補習学校2年修了後、大阪府で友禅職人として働いたのち、松阪町（現在の松阪市）で人力車夫となる。
早くから社会主義に関心を持ち、友愛会や労働運動・農民運動に参加。1922年、全国水平社創立大会に参加。水平社で本部中央委員・政治部長や三重県水平社委員長を歴任。同年の日本農民組合創立に参加、中央役員も務めた。1925年、農民労働党三重県連結成に努めた。1929年から松阪町議を4期務める（1933年の市制施行後は市議）。国政選挙にも何度も挑戦した。1939年、三重県厚生会理事長に就任。
1940年、朝田善之助や北原泰作と共に、時局便乗の部落厚生皇民運動に参加。翼賛壮年団松阪本部長として国策に協力。
戦後は公職追放を経て、部落解放全国委員会に参加。1951年から1953年まで部落解放全国委員会書記長。日本社会党に入党し、1953年日本社会党左派中央委員・三重県連会長に就任。同年4月の第3回参議院議員通常選挙では三重地方区から日本社会党左派公認で立候補したが落選した。1955年、部落解放全国委員会が部落解放同盟と改称。1962年の第6回参議院議員通常選挙に日本社会党公認で全国区に出馬して落選、これ以降部落解放運動の一線から退いた。1971年-1992年6月、全国隣保館連絡協議会会長。
のち部落解放同盟と離反し、1975年から国民融合をめざす部落問題全国会議代表の一員となる。また、路線の違いから分裂した組織の統一を呼びかけていた。1990年代まで講演を繰り返し、差別の撲滅を訴え続けた。